# Pavlovszkajai járás

A Pavlovszkajai járás a Krasznodari határterületen

A Pavlovszkajai járás (oroszul Павловский муниципальный район) Oroszország egyik járása a Krasznodari határterületen. Székhelye Pavlovszkaja.

## Népesség
- 1989-ben 63 949 lakosa volt.
- 2002-ben 68 470 lakosa volt, melyből 64 619 orosz (94,4%), 1 632 ukrán, 623 örmény, 508 fehérorosz, 114 görög, 100 német, 96 tatár, 88 azeri, 74 grúz, 30 cigány, 15 adige.
- 2010-ben 67 521 lakosa volt.